# Ugo Guerra
Ugo Guerra, noto anche con lo pseudonimo di Robert Hugo (Roma, 21 agosto 1920 – 1982), è stato uno sceneggiatore e produttore cinematografico italiano.
Fratello dello sceneggiatore Mario Guerra. Ha lavorato come sceneggiatore su circa 60 film dal 1950 al 1970, ed è stato anche produttore di una decina di film.

## Filmografia

### Sceneggiatore

#### Cinema
- Barriera a settentrione, regia di Luis Trenker (1950)
- Io, Amleto, regia di Giorgio Simonelli (1952)
- I falsari, regia di Franco Rossi (1953)
- La passeggiata, regia di Renato Rascel (1953)
- Agenzia matrimoniale, regia di Giorgio Pastina (1953)
- La mia vita è tua, regia di Giuseppe Masini (1954)
- Il seduttore, regia di Franco Rossi (1954)
- Ho ritrovato mio figlio, regia di Elio Piccon (1954)
- Di qua, di là del Piave, regia di Guido Leoni (1954)
- Addio Napoli!, regia di Roberto Bianchi Montero (1955)
- Amici per la pelle, regia di Franco Rossi (1955)
- Il tesoro di Rommel, regia di Romolo Marcellini (1955)
- Agguato sul mare, regia di Pino Mercanti (1955)
- Altair, regia di Leonardo De Mitri (1956)
- Suor Letizia, regia di Mario Camerini (1956)
- Mio figlio Nerone, regia di Steno (1956)
- Moglie e buoi..., regia di Leonardo De Mitri (1956)
- Ascoltami, regia di Carlo Campogalliani (1957)
- Un angelo è sceso a Brooklyn, regia di Ladislao Vajda (1957)
- Lazzarella, regia di Carlo Ludovico Bragaglia (1957)
- Non cantare... baciami!, regia di Giorgio Simonelli (1957)
- Io, mammeta e tu, regia di Carlo Ludovico Bragaglia (1958)
- Amore a prima vista, regia di Franco Rossi (1958)
- Il cielo brucia, regia di Giuseppe Masini (1958)
- Mogli pericolose, regia di Luigi Comencini (1958)
- Soledad, regia di Mario Craveri, Enrico Gras e Félix Acaso (1959)
- Tutti innamorati, regia di Giuseppe Orlandini e Franco Rossi (1959)
- Costa Azzurra, regia di Vittorio Sala (1959)
- Juke box - Urli d'amore, regia di Mauro Morassi (1959)
- Roulotte e roulette, regia di Turi Vasile (1959)
- I piaceri dello scapolo, regia di Giulio Petroni (1960)
- Le signore, regia di Turi Vasile (1960)
- Morte di un amico, regia di Franco Rossi (1960)
- Il vigile, regia di Luigi Zampa (1960)
- Mariti in pericolo, regia di Mauro Morassi (1960)
- I pirati della costa, regia di Domenico Paolella (1960)
- Il terrore dei mari, regia di Domenico Paolella (1961)
- Akiko, regia di Luigi Filippo D'Amico (1961)
- I mongoli, regia di André De Toth e Leopoldo Savona (1961)
- Le avventure di Mary Read, regia di Umberto Lenzi (1961)
- I due marescialli, regia di Sergio Corbucci (1961)
- Il giustiziere dei mari, regia di Domenico Paolella (1962)
- Marte, dio della guerra, regia di Marcello Baldi (1962)
- Duello nella sila, regia di Umberto Lenzi (1962)
- Smog, regia di Franco Rossi (1962)
- I lancieri neri, regia di Giacomo Gentilomo (1962)
- La frusta e il corpo, regia di Mario Bava (1963)
- La pupa, regia di Giuseppe Orlandini (1963)
- I tabù, regia di Romolo Marcellini (1963)
- La ragazzola, regia di Giuseppe Orlandini (1965)[2]
- La violenza e l'amore, regia di Adimaro Sala (1965)
- Ischia operazione amore, regia di Vittorio Sala (1966)
- Violenza per una monaca (Encrucijada para una monja), regia di Julio Buchs (1967)

### Produttore e sceneggiatore

#### Cinema
- Il demonio, regia di Brunello Rondi (1963)
- Cifrato speciale, regia di Pino Mercanti (1966)
- El desperado, regia di Franco Rossetti (1967)
- L'ira di Dio, regia di Alberto Cardone (1968)
- Kidnapping! Paga o uccidiamo tuo figlio, regia di Alberto Cardone (1969)
- Quei disperati che puzzano di sudore e di morte (Los desesperados), regia di Julio Buchs (1969)
- Delitto al circolo del tennis, regia di Franco Rossetti (1969)

### Produttore

#### Cinema
- Quella sporca storia nel west, regia di Enzo G. Castellari (1968)
- I protagonisti, regia di Marcello Fondato (1968)
- Giovinezza giovinezza, regia di Franco Rossi (1969)

#### Televisione
- I clowns, regia di Federico Fellini (1970)
- Eneide, regia di Franco Rossi